# Helmut Voggenberger
Helmut Voggenberger (* 21. April 1943 in Saalfelden am Steinernen Meer) ist ein ehemaliger österreichischer nordischer Skisportler und Fußballspieler.

## Werdegang
Bereits in seiner Kindheit übte Voggenberger Fußball und Skisport aus. Mit zwölf Jahren wurde er Mitglied beim ESK Saalfelden und spielte dort in der Nachwuchsauswahl Fußball. Mit 15 Jahren kam er durch Otto Horngacher zum Skispringen beim SC Saalfelden. 1963 gewann er den österreichischen Jugendmeistertitel. 1966 erreichte er bei den österreichischen Staatsmeisterschaften in der Kombination den dritten Platz. Zwei Jahre später wurde Voggenberger schließlich zu den Olympischen Winterspielen 1968 in Grenoble entsandt, wo er den 35. Platz im Einzel der Nordischen Kombination erreichte. Zuvor hatte er bei den Österreichischen Staatsmeisterschaften 1967 den Vizemeistertitel in der Kombination gewonnen. Kurz darauf musste er seine Skikarriere beenden, da er auf Grund seiner Versetzung vom Gendarmerieposten Zell am See zur Kriminalabteilung nach Innsbruck kaum noch die Möglichkeit hatte, den Skisport weiter fortzuführen.
Voggenberger wurde danach Vertragsspieler bei Wacker Innsbruck und holte Anfang der 1970er Jahre mit der Mannschaft drei Mal den Meistertitel und zweimal den Pokalsieg. Zudem wurde er in die Amateur-Nationalmannschaft berufen. Nachdem er auch seine Fußballkarriere beendet hatte, begann er mit dem Boccia spielen und gewann darin ebenfalls drei Mal den Österreichischen Staatsmeistertitel sowie mit der Nationalmannschaft bei der Europameisterschaft 1994 Silber.
Mit Ehefrau Ingrid hat er zwei Kinder, Tochter Brigitte (* 1967) und Sohn Helmut jun. (* 1971), die beide professionell Volleyball in der Bundesliga spielten. Sein Sohn Helmut war später außerdem Trainer.